# メモリーズオフ ゆびきりの記憶
『メモリーズオフ ゆびきりの記憶』（メモリーズオフ ゆびきりのきおく）は、2010年7月29日に5pb.よりXbox 360で発売された恋愛アドベンチャーゲームである。2011年5月26日にPlayStation Portable版が発売された。2013年6月27日にはPlayStation 3およびPlayStation Vita版（ダウンロード販売を含む）が発売。

## 概要
『Memories Offシリーズ』の7作目で、時期は前作『T-wave』から1年半後となる。本作ではタイトルロゴ、キャラクターデザインが一新されている。また、物語の舞台もシリーズ初登場の市立藤林高等学校となるほか、新たなシステムとしてプレイヤーに判断を迫る「ゆびきり分岐システム」が採用される。副題は「繋いだ指をほどく勇気、ありますか？」。
前作が明るい雰囲気の作品だったので、落差を印象づけるために切なさや修羅場といった要素を重視して作られている。
本作のプロモーションとして、5pb.の広報が藤林高校の制服姿でユーザーと交流を図る「メモオフゆびきり無双〜ともだち1000人できるかな？〜」、舞台のモデルである江ノ島電鉄とのタイアップによるスタンプラリー、秋葉原のダーツバーを借りた6日間限定「メモオフカフェ」出店といった大がかりな企画が行われた。

### ふたりの風流庵
PSP版『+スイーツパック』に同梱されたショートシナリオ。風流庵の広報活動の一環として、デート先の写真を撮影するように命じられた直樹が、ヒロインとともにあちこちを訪ね歩く内容である。当初のデート相手はちなつと霞の2人しか選べないが、『ゆびきりの記憶』本編のクリア状況にあわせて誘える相手が増えていく。
訪問先には、本編では登場しなかった前作の舞台である澄空学園や龍境も含まれている。過去の登場人物たちも多数登場するのだが、グラフィックはあるが、台詞はほとんどなく、ボイスもなし。
PS3 / PS Vita版では『ふたりの風流庵 ぷらす』として内容を拡充。イベントが追加されたほか、汐鐘京子をパートナーに選べるようになった。

## ストーリー
ゴールデンウイークも終わり、主人公・芹澤直樹は幼馴染の同級生・天川ちなつや学校の仲間たちとともに平凡な毎日を送っていた。こんな生活が永遠に続いてくれればいいと願う直樹。しかしその思いは突如として現れた謎の少女・南雲霞によって打ち砕かれていく。霞は直樹をなかば脅すような形で彼の部屋に転がり込むと、そのまま居座ったのだ。直樹は事態に当惑しつつ、霞をひとり放り出すことにも気が引け、秘密の同居生活を始めることになる。

## 登場キャラクター

### メインキャラクター
芹澤 直樹（せりざわ なおき）
声 - 岡本信彦
本作の主人公。市立藤林高等学校に通う高校2年生。誰とでもゆびきりをする「ゆびきり魔」。ちなつの従兄弟で幼馴染である。ちなつとは幼少時に「本家」の主である「当主」からの命令によって一方的に許婚にされていたらしいのだが、10年前に許婚にした本人である「当主」の命令によって一方的に解消されてしまっている。その影響で育てる価値を無くしたという名目で両親に捨てられてしまい、天川家に引き取られ実の息子同然に育てられた。そのため天川家の人たちには心の底から感謝しているものの、自分を捨てた両親に対しては本気で強い憎悪を抱いている。
だが許婚を解消した直樹がちなつの傍にいる事を「当主」が快く思わず、物語が始まる少し前に天川家をも一方的に追い出され、現在はちなつの父が借りているアパートで1人暮らしをしている。直樹本人はそのことに関して、いつまでも天川家の人たちに甘えてはいられない、いずれ家を出て自分の力でお金を稼いで自立するつもりだったからちょうど良かったと、前向きに考えている。それでも当面の生活費として、天川家からまとまった現金を渡されている。
許婚の関係を一方的に解消されてからも、ちなつから猛烈なアプローチを受け続けているのだが、直樹自身は今の所、ちなつのことを妹のようにしか思っていない。
10年前に大きな事故に巻き込まれたことがあるらしく、その時の記憶が曖昧なままになっている。その時に受けた傷なのか、左肘の辺りに矢印のような奇妙な痣が今も残っている。霞や亨に「大輔」という人物と間違われてしまうのだが、直樹自身は何故自分の幼馴染みである大輔の名を彼等が知っているのかと困惑する。
実は本当の芹澤直樹本人は10年前、霞に好意を抱いており、霞に良い所を見せようとして洞窟に「勇気の石」を取りに行った際に事故で死亡している。
鷹見 大輔（たかみ だいすけ）
過去に直樹やちなつと一緒に遊んでいたという少年。直樹自身はそのことを全く覚えていないのだが、霞や亨が初対面の直樹を彼と間違えたり、彼の名前を聞く度に直樹が激しい頭痛に襲われたりと、謎の一面が多い。ちなつが言うには、直樹が事故に巻き込まれた直後に死亡したらしい。
実は物語開始時から芹澤直樹と呼ばれる主人公こそが鷹見大輔である。10年前、ちなつに好意を抱いていたが、自分達が洞窟に「勇気の石」を取りに行き、それを見た直樹も取りに行って死亡した事でちなつの為に直樹の代わりになろうとした。しかし、直樹が大輔のせいで死んだ事を恨んだちなつに階段から突き落とされ、本当に自分が直樹だと思い込むようになり、大輔の記憶を戻そうとすると激しい拒絶反応を起こすようになった為、医師の判断で周囲も直樹として扱うようにした。
天川 ちなつ（あまかわ ちなつ）
声 - 鹿野優以
主人公の従姉妹で幼馴染。直樹のことを「なおくん」と呼ぶ。ボケキャラだが優等生であり、学校の成績はいいらしい。
許婚の関係が解消された今も「なおくんの嫁」を自称しており、常に直樹にくっついて懐いている。料理が得意で、直樹が天川家を追い出される前は彼女が直樹の弁当を毎日作っていたらしい。ただし嫉妬深くもあり、直樹と必要以上に仲良くする者を鋭い目付きで睨んでしまうことも。
これまで両親とは仲が良かったのだが、大好きな直樹が「当主」の命令で天川家を追い出されてしまったことを本気で怒っており、現在はギクシャクした関係になっているようである。「当主」の命令で、ちなつが『当家の次の後継者』に選ばれてしまったらしい。
ちなつ自身は直樹のマンションで色々と世話を焼きたいらしいのだが、「当主」からの命令でちなつが直樹のマンションに出入りすることは禁止されているらしい。直樹もまた、ちなつに自分のマンションの住所を教えることを天川家に禁じられており、教えることができずにいる。直樹が一人暮らしを命じられるきっかけになったのはちなつが「婚前旅行」と称して本家に内緒で勝手に泊りがけの旅行を計画したからである。
芹澤本家から直樹の許婚として直樹に完全に依存するよう育てられてしまっている。主人公が大輔である事は当然知っていたが、直樹を死んだ原因である大輔への復讐の為、記憶が戻らないよう見張っていた。同時に依存の対象として好意も持っており、反する二つの感情の間で常に情緒不安定な状態にある。
7月19日生（17歳）
南雲 霞（なぐも かすみ）
声 - 小林ゆう
クールで冷静、計算高いが恋愛には疎い。遠くの街から突然、直樹のマンションに転がり込んできた家出少女。
手の込んだ自作自演による、自分が直樹に強姦されている画像を盾にして直樹を脅し、警察に通報されたくなかったら自分を居候させろと脅迫してくる。彼女は直樹に対して「両親が金持ちの男に自分を売るつもりだから逃げてきた」と言うのだが、その両親に見つかったらまずいはずなのに毎日平気で外を出歩くなど、その行動には矛盾点が多い。
傲慢な性格で、居候させて貰っている身分でありながら家事を全く手伝おうとしないばかりか、直樹が作る料理に対して文句ばかり言ってくる。ただし彼女自身は料理が出来ないわけではないらしい。趣味はテレビを観ること。
初対面の直樹のことを何故か「大輔」と呼ぶ。
主人公やちなつとは10年前からの幼馴染で従姉妹である。芹澤家の財産を狙う父親が霞を直樹に近づけさせ、狙い通りに直樹に好意を持たれるが、霞本人は大輔に好意を抱いていた。しかし、直樹の死の原因が霞にある事を知った父親が無理やり引越し、以後飲食店を中心としたバイト生活を送る。芹澤家の後継者問題が起こると再び財産を狙う父親から縁談を持ちかけられ、それを断ると無理やり既成事実を作ろうとしていた為逃亡。大輔の下へ行こうとする途中で龍三と会って事情を聞かされ、大輔を一目見て離れようとしたが、大輔の名を呼んだ瞬間大輔が倒れた為、大輔を安定させる為に龍三に同居を申し出た。
9月30日生（17歳）
リサ・ケイシー・フォスター
声 - 酒井香奈子
日本の文化に興味を持ち、浜咲学園に短期留学しているアメリカ人。現在は直樹のマンションの近所でホームスティをしている。「風流庵」の独特の和の雰囲気に感動し、この店で働かせて欲しいと稲穂に頼み込み、アルバイトとして採用されることになった。彼女目当てで風流庵の常連になっている客も多い。
10月30日生（17歳）
星月 織姫（ほしつき おりひめ）
声 - 野中藍
去年大学を出たばかりの新米教師で、直樹とちなつが所属する2年1組の担任。元々は副担任だったのだが、前任者の担任の草壁が突然事故に巻き込まれて病院に長期入院することになった影響で、急遽担任を務めることになった。
とても明るくて心優しい人物で、生徒からは「姫ちゃん先生」と呼ばれて慕われている。前作の舞台である澄空学園のOGでもある。担当科目は数学で、文芸部の顧問も務めている。
傍目には女子中学生に間違われてしまう程までに異様に背が低いため、いつも直樹に黒板の書き消しを頼んでいる。絵の腕は壊滅的な酷さだが家事全般は得意で、特に料理に関しては料理上手のちなつさえも唸らせる程。中学時代はバスケットボール部に所属し、その背の低さをものともせずにレギュラーを獲得したこともあるらしい。
彼女自身は全く知らされていないのだが、生徒たちの間で非公認のファンクラブが出来ている。また子供向けアニメの『レッツゴー☆ペタペタ』の大ファンで、沢山のペタペタグッズを所有している。
10年前、記憶を失う前の主人公と会っており、その時に「勇気の石」をもらった。
7月8日生（24歳）
鼓堂 詩名（こどう しいな）
声 - 早見沙織
主人公とは中学時代から仲の良い後輩。行動力抜群で情報通で、常にデジタルカメラを持ち歩いて何かの写真を撮っている。直樹やちなつとは中学時代からの知り合い。
料理の腕は壊滅的な酷さであり、彼女の作った弁当を食べた直樹を体調不良にしてしまったほどである。
12月1日生（16歳）

### サブキャラクター
稲穂 信（いなほ しん）
声 - 間島淳司
一つの作品を除きこれまでのメモリーズオフシリーズ全てに登場している青年。澄空学園のOBである。以前までアルバイトをしていた「ルサック」から、同じ会社が開店させた新規実験店舗「風流庵」に異動、店長代理に就任している。
旅好きであり、多額の貯金が出来る度に長期休暇を取って世界中を旅行しているらしい。一見チャランポランな人物のように見えるが仕事ぶりは優秀であり、本社の上層部から営業部門の正社員になることを何度も誘われているのだが、長期休暇が取れなくなってしまうことを理由にそれを断り続けている。
1月4日生（23歳）
佐賀 亨（さが とおる）
声 - 根本幸多
「風流庵」でアルバイトをしている予備校生。澄空学園のOBで、大学受験に失敗したらしい。直樹やちなつとは幼少期に面識があり、ちなつからは「公園のヌシ」と呼ばれていたが、直樹にはその記憶が全く無い。前作『T-wave』から引き続き登場。
彼もまた霞と同じように、直樹のことを『大輔』と呼ぶ。
6月29日生（18歳）
天川 龍三（あまかわ りゅうぞう）
声 - 藤吉浩二
直樹の叔父で、ちなつの父親。理不尽な理由で両親に捨てられた直樹を快く引き取り、実の息子同然に育て上げてきた。そのため直樹からは心の底から感謝されている。だが『当主』からの命令で直樹を家から追い出さざるを得なくなってしまい、そのことがちなつの逆鱗に触れてしまい。現在はちなつとの関係がギクシャクしてしまっている。彼自身も直樹を家から追い出さざるを得なくなってしまったことで、直樹に対して申し訳なく思っている。
穏やかで心優しい人物なのだが、娘であるちなつのことを異常に溺愛しており、ちなつのことになると頭に血が上って暴走してしまう。
主人公が一人暮らしを始めてすぐ、家出してきた霞と会っており、主人公と霞が同居している事は最初から知っていた。
南雲 孝明（なぐも たかあき）
声 - 丹沢晃之
霞の父親。自らの出世と地位獲得の為に、娘である霞を権力者の男に何のためらいも無く売ろうとし、そのための手段として霞と権力者の男との間に既成事実を強引に作ろうと企むものの、直前になってそれを察知した霞に逃げられてしまう。
妻となった女性と結婚したのも権力を得るための繋ぎにするためであって、決して妻のことを心の底から愛しているわけではなく、そのことに愛想をつかされて現在は離婚している。それどころか実の娘である霞にさえも何の愛情も持ち合わせておらず、自らが権力を手に入れるための道具だとしか思っていない。
山岸 いずみ（やまぎし いずみ）
声 - 橘田いずみ
興信所に務めている探偵の女性で、「風流庵」の常連客。とても穏やかで心優しい性格をしている。織姫の婚約者と名乗る人物から仕事の依頼を受け、彼女に浮気の疑いがあると持ちかけられて調査することになったらしい。
本名は雛岸いずみ。織姫の高校時代の同級生で同じバスケ部に所属していた。当時織姫と付き合っていた事を知りながらバスケ部の顧問に好意を抱き、その想いからじょじょに精神に異常をきたしてありもしない妄想を次々抱き、遂には織姫達が会っていた時に織姫達を刃物で刺してしまった。直樹たちに話した事情は全て出鱈目で、全ては当時の逆恨みから復讐のために行っていた。最期は河に落ちた携帯を探して足を滑らせ、そのまま溺死体で発見された。
安藤 千代子（あんどう ちよこ）
声 - nao
かつてアメリカで幼少時のリサを育てていたベビーシッターで、リサの母親代わりになっていた女性。リサは自分を育ててくれた彼女に直接会ってお礼を言いたいらしいのだが、現在その消息は不明である。
マーティー・ケイシー・フォスター
声 - 利根健太朗
リサの父親。日本に留学しているリサのことを心配しており、アメリカから何度もリサに連絡を寄越すのだが、リサとの関係はギクシャクしているようである。
汐鐘 京子（しおがね きょうこ）
声 - 桜井みき
「風流庵」のキッチンリーダーを務める女性で、男勝りで強気の性格をしている。苗字で呼ばれるのを嫌っており、直樹たちに「お京さん」と呼ばせている。入ったばかりのアルバイトが激務に耐えかねて次から次へと辞めてしまうため、アルバイトに対して一人前になるまで「新人○号」と呼んでいる。
4月1日生（20歳）
草壁 太郎（くさかべ たろう）
織姫の前任の2年1組の担任の教師だった人物で、作中では名前だけ登場。彼が突然事故に巻き込まれて病院に長期入院することになったので、その代役として副担任を務めていた織姫が急遽任命されることになった。
規律に厳しい教師だったようで、校内で何か問題を起こした生徒に「マイナスポイント」を課し、それが一定数に達した生徒に問答無用でグラウンドを10周させていたらしい。
大崎（おおざき）
声 - 不明
藤林高校の教師で、学年主任を務めている。担当科目は保健体育。心優しい織姫とは対照的に生徒たちに対して高圧的に接し、学校の風紀を乱す生徒たちに対して体罰を行うことに何のためらいも持たない。そのため生徒たちからは快く思われていない。
新人教師でありながらいきなり担任に任命され、生徒たちに対して非情に徹し切れない織姫のことを快く思っておらず、何かある度に食ってかかっている。
関口（せきぐち）
声 - 不明
織姫の非公認ファンクラブに所属する男子生徒で、直樹とちなつのクラスメイト。会員NO-007。物凄く地味で影が薄くて暗い性格で、友達も少ない。

## スタッフ
- 総作家監督：みんめい
- キャラクターデザイン：森井しづき
- プロデューサー：柴田太郎
- ディレクター：松本裕介
- シナリオライター：川嶋一洋（ちなつ・霞ルート）、たきもとまさし（織姫ルート）、安本亨（詩名ルート）、澤渡やよい（リサルート）
- 音楽：阿保剛
- 色彩設計：相澤こたろー、飛田キュウ
- 背景監修・美術設定：上野亮
- 音響監督：海沢剛

## 主題歌
- OP（Xbox 360版）：小指のパラドックス
  - 作詞、作曲：志倉千代丸 / 編曲：大島こうすけ / 歌：Zwei
- OP（PSP版）：風の旋律
  - 作詞：漆野淳哉 / 作曲：鳥海剛史 / 編曲：南利一 / 歌：Zwei
- OP（PS3 / PS Vita版）：幻影のメビウス
  - 作詞：かなで / 作曲：箭内茜 / 編曲：鴇沢直 / 歌：Zwei
- 2nd OP：sincerely
  - 作詞：山下慎一狼 / 作曲、編曲：新井健史 / 歌：nao
- ED：ほんの少しの幸せ
  - 作詞：今井麻美 / 作曲：桐岡麻季 / 編曲：酒井陽一 / 歌：今井麻美
- トゥルーED：想い出はゆびきりの記憶へ
  - 作詞：彩音 / 作曲、編曲：mo2 / 歌：彩音